# Castello di Campen

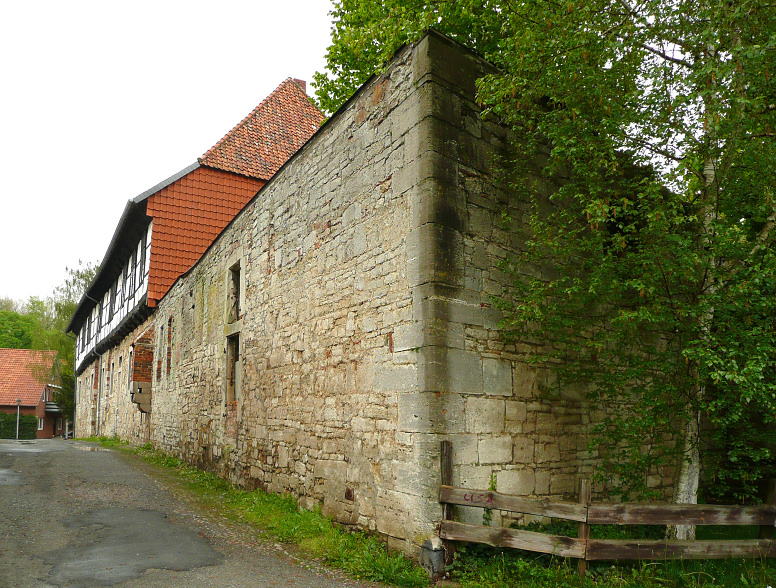
Resti del castello di Campen

Il castello di Campen (in tedesco Burg Campen) è un castello di pianura parzialmente in piedi costruito alla fine del XIII secolo a Flechtorf, una località del comune di Lehre, in Bassa Sassonia.

## Descrizione

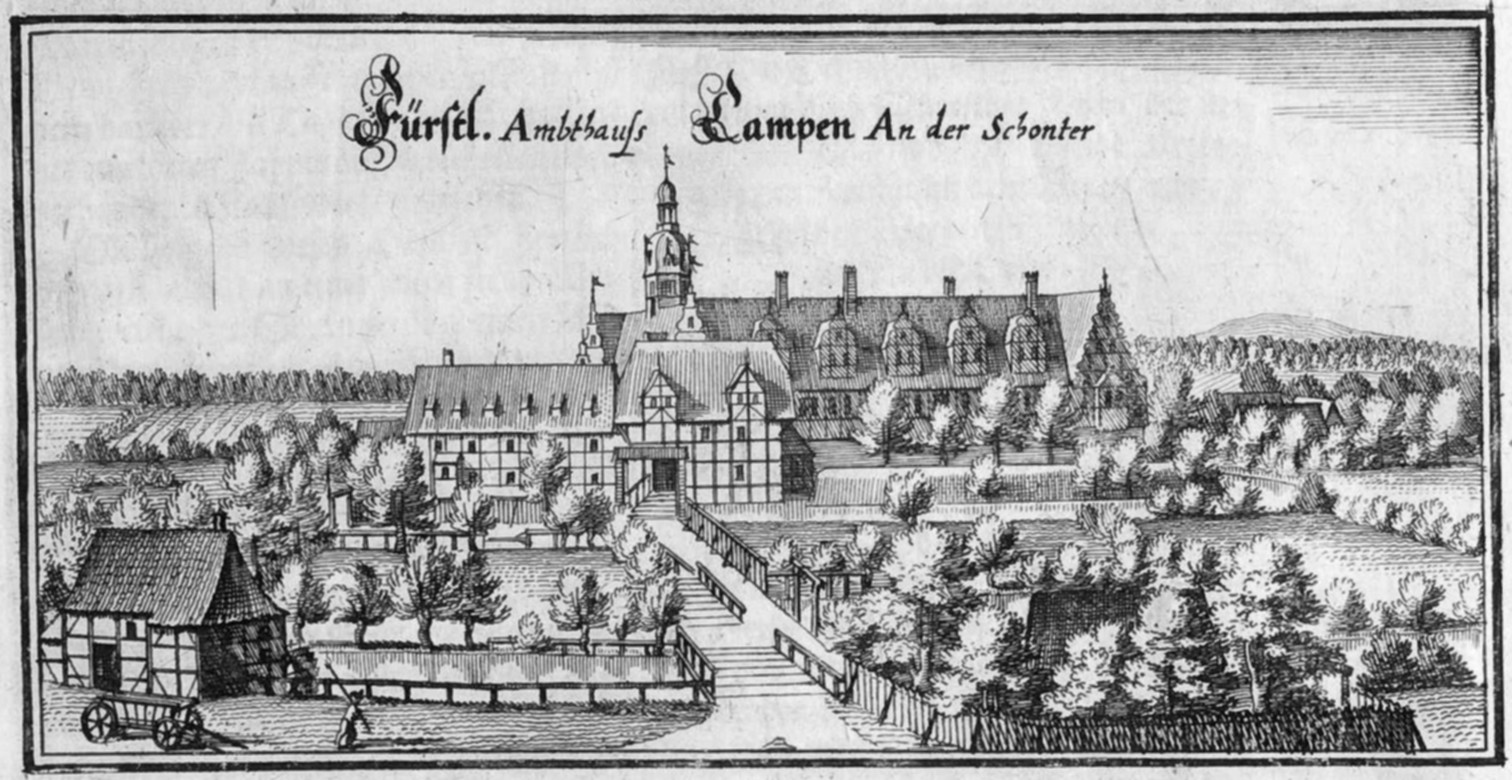
Veduta del castello di Campen

Il castello si trova su un altopiano leggermente rialzato a sud del centro storico di Flechtorf. Si trova tra il fiume Schunter e un piccolo canale utilizzato per il trasporto dell'acqua per un mulino ed era anche circondato da un fossato. Le dimensioni dell'altopiano erano di circa 80 metri per 100 metri dall'angolo nord-ovest all'angolo sud-ovest. Una descrizione del 1754 indica che la parte principale del castello aveva la forma di un esagono irregolare. Il parco comprendeva anche una casa del cavaliere, una portineria, un giardino di piacere e una prigione. Sull'altopiano si sono conservate solo alcune strutture dell'antico castello. Una parte della casa reale del XVI secolo, costruita dal duca Guglielmo il Giovane, con un piano terra in pietra e un'annessa struttura a graticcio, è ancora in piedi. 
Intorno al 1800, gran parte dell'edificio del castello fu demolito.

## Storia
Il castello fu costruito per proteggere la via commerciale di Braunschweig e Altmark. Si ritiene che il castello sia stato costruito prima della sua prima menzione documentata nel 1279. Nella Cronaca episcopale di Hildesheim viene menzionato in relazione alla conquista del castello da parte del duca Enrico di Brunswick-Lüneburg e del duca Alberto II di Brunswick-Lüneburg. I due duchi combatterono contro il vescovo di Hildesheim, Ottone I, e catturarono 70 dei suoi cavalieri e vassalli nel castello. I due duchi e lo zio avevano una faida territoriale in corso dopo la morte del padre, Alberto I di Brunswick-Lüneburg. Questa faida portò alla notevole battaglia di Dinklar nel 1367.
Per gran parte della sua storia, il castello passò di mano in mano, per conquista, pegno o acquisto.
Nel 1706, il castello apparteneva al Principato di Brunswick-Wolfenbuttel. Nel 1875 tornò di proprietà privata e nel 1932 fu utilizzato come scuola per la Gioventù hitleriana, ma fu chiuso dopo un anno per mancanza di fondi. Nel 1937, il castello era in possesso del Partito Nazionalsocialista Tedesco dei Lavoratori. Dopo la Seconda Guerra Mondiale, è stato di proprietà dello Stato della Bassa Sassonia.